# Nielsville (Minnesota)
Nielsville est une ville américaine située dans le Comté de Polk, dans le Minnesota. Selon le recensement de 2010, sa population est de 90 habitants.

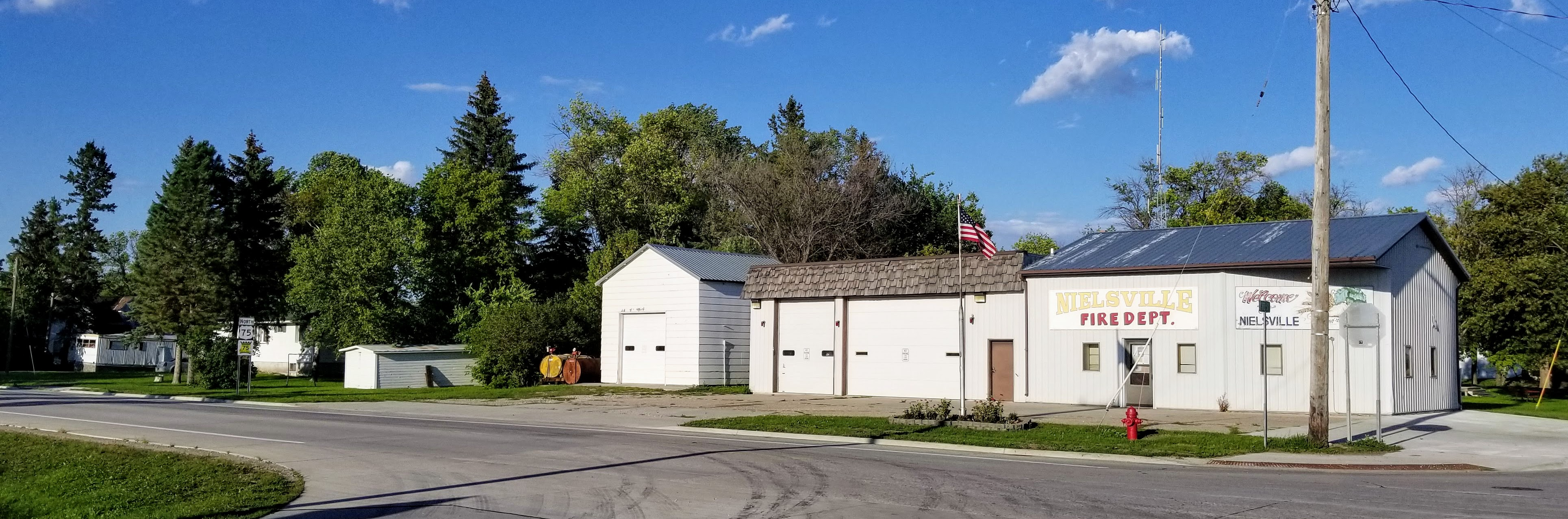
Bâtiments le long de la US Route 75 à Nielsville.